# Vietze (Höhbeck)
Vietze ist ein Ortsteil der Gemeinde Höhbeck im Landkreis Lüchow-Dannenberg in Niedersachsen.
Das Dorf liegt direkt an der nördlich fließenden Elbe und der Erhebung des Höhbeck. Südwestlich fließt die Seege, ein linker Nebenfluss der Elbe. Südlich erstreckt sich der Laascher See.
Vietze ist Sitz der Gemeinde Höhbeck.

## Geschichte
Vor einer slawischen Siedlung bestand in dem Ort eine elbgermanische Siedlung, zu der eine kleine Kultstätte gehört. Während der dortigen Grabungen, die 2005 bis 2010 durchgeführt wurden, trat unterhalb der slawischen Kulturschicht auf dem Höhbeck, der relativ dicht besiedelt war, eine kreisrunde Ansammlung von Keramik und Steinen, wohl Findlinge meist aus Granit, zu Tage, die einen Meter tief in den Boden ragte. Zudem fand man an der Stätte, die sich in die Kaiserzeit datieren ließ, Brandlehm und das Geweih eines 18-Enders; die Grubensohle war mit Scherben ausgelegt, darauf war ein Geweih eines Rothirsches deponiert worden. Die Geweihstangen eines zweiten, kleineren Geweihs, eines 6-Enders, ragten nach Norden. Am Grubenrand waren Steine und Klötze etwa im Umfang des Hirschschädels angeordnet. Zwischen den beiden Geweihstangen fand man Brandlehm, auf der Brandstelle lag ein großer Stein von etwa 100 kg Gewicht. Der Rest der Grube war mit kindskopfgroßen Steinen verfüllt, den oberen Rand bildeten Scherben aus zerschlagenen Gefäßen. Diese insgesamt 1607 Scherben ließen sich 14 Gefäßen zuordnen, davon 12 Vorratsgefäße, die allesamt zerscherbt worden waren. Ein Gefäße im unteren Bereich enthielt die Asche von Vorräten, die Größe der Gefäße schwankt zwischen 25 und 40 cm Höhe und 30 bis 50 cm Bauchdurchmesser. Hinzu kamen 13 Bruchstücke von 10 Mahlsteinen; deren Unvollständigkeit deutet darauf hin, dass sie nicht extra zerschlagen worden waren. Außerdem fand sich der bisher einzige vollständig erhaltene Lehmblock aus dieser Zeit; er weist eine Länge von 91 cm auf und diente wohl als Feuerbock. Die Fundstelle ließ sich anhand der Keramik in die Zeit um Christi Geburt datieren. Die Siedlungsgruben in der Nähe konnten gleichfalls in das frühe 1. Jahrhundert datiert werden. Die dazugehörige Siedlung mit ihren Brandöfen umfasste eine Fläche von mindestens vier Hektar, während die darüber vorfindliche slawische Siedlung nur 0,7 Hektar maß. Die Geweihdeponierung befand sich am Rand der Siedlung und blickte auf die Elbe. Weitere Funde aus der zugehörigen Siedlung, wie schwarzglänzende Feinkeramik und Situlenformen weisen ebenso wie die Keramik auf eine Verbindung zur Jastorf-Kultur hin. Der zerschlagene Trinkbecher könnte auf ein Trankopfer hinweisen.
Am 1. Juli 1972 wurde Vietze in die Gemeinde Höhbeck eingegliedert.

## Kapelle
Bei dem rechteckigen gotischen Feldsteinbau der evangelischen Kapelle, die sich außerhalb des Ortes befindet, sind die Gewände der Portale und Fenster aus Backstein gemauert. Der Schnitzaltar stammt aus der Spätgotik, die Kanzel aus dem Jahr 1686.